# Barbara Milano Keenan
Barbara Milano Keenan (1 de marzo de 1950) es una jueza de la Corte de Apelaciones del Cuarto Circuito de los Estados Unidos y exjueza de la Corte Suprema de Virginia.

## Biografía
Keenan nació en Viena, Austria, donde su padre, un veterano condecorado de la Segunda Guerra Mundial, fue jefe de operaciones de inteligencia después de la guerra. Se crio en el norte de Virginia. Keenan hizo el Bachiller universitario en letras de la Universidad de Cornell en 1971 y su Doctorado en Jurisprudencia de la Facultad de Derecho de la Universidad George Washington en 1974. También obtuvo una Maestría en Derecho de la Facultad de Derecho de la Universidad de Virginia en 1992.

## Carrera profesional
De 1974 a 1976, Keenan fue abogada del condado de Fairfax, Virginia, antes de pasar a la práctica privada, primero como abogada independiente y luego como socia en el despacho Keenan, Ardis and Roehrenbeck. En 1980, fue nombrada jueza del Tribunal General de Distrito del Condado de Fairfax, y dos años más tarde se convirtió en la primera mujer elegida para un puesto de jueza en el Tribunal de Circuito por la Asamblea General de Virginia. En 1985, fue elegida como una de los primeros diez jueces de la recién creada Corte de Apelaciones de Virginia, lo que la convirtió en la primera mujer en servir como jueza de la corte de apelaciones del estado de Virginia. Es la primera mujer pasar por todos los niveles del sistema judicial del estado de Virginia. En 2011, escribió el prólogo del primer volumen de Jurist Prudent, las opiniones recopiladas de su ex colega de la Corte Suprema de Virginia, el juez Sr. Lawrence L. Koontz, Jr.

## Corte Suprema de Virginia
En 1991, Keenan fue elegida jueza de la Corte Suprema de Virginia, sucediendo al juez Charles S. Russell. Fue reelegida en 2003 para un segundo mandato de 12 años en la Corte. Es la única jurista de Virginia ha pasado por todos los niveles del sistema judicial de Virginia (Distrito, Circuito, Tribunal de Apelaciones y Tribunal Supremo). Los jueces senior Lawrence L. Koontz, Jr. y Leroy F. Millette, Jr. y la jueza Cleo Powell también han pasado por todos los niveles del sistema judicial del estado. Ella se une al juez G. Steven Agee de esa corte como la segunda jueza de la Corte Suprema de Virginia (y exjueza de la Corte de Apelaciones de Virginia) en llegar al tribunal federal de apelaciones en los últimos tiempos.

## Servicio judicial federal
En 2009, Keenan pidió ser tenida en cuenta para un puesto en la Corte de Apelaciones del Cuarto Circuito de los Estados Unidos. El Colegio de Abogados de Virginia incluyó su nombre en la lista de candidatos que presentó a los dos senadores de Virginia el 24 de febrero de 2009. El 2 de junio de 2009, los senadores de Virginia recomendaron que el presidente Barack Obama la nominara para el Cuarto Circuito. El 14 de septiembre de 2009, Obama nominó formalmente a Keenan al Cuarto Circuito, y el Comité Judicial del Senado respaldó su nominación. El 26 de febrero de 2010, el líder de la mayoría del Senado, Harry Reid, solicitó una moción abreviada sobre la nominación de Keenan. El Senado votó 99-0 a favor de la moción de la nominación el 2 de marzo de 2010. Fue confirmada en una votación de 99-0 ese mismo día. Tomó posesión para el cargo el 9 de marzo de 2010. Asumió el estatus de senior el 31 de agosto de 2021.

## Casos notables
En Seay v. Cannon, el 21 de junio de 2019, Keenan, a quien se unió A. Marvin Quattlebaum Jr., dictaminó que la doble incriminación impide un nuevo juicio después de que se conceda un juicio nulo a pesar de la objeción de un acusado. Paul V. Niemeyer no estuvo de acuerdo. El 30 de marzo de 2020, la Corte Suprema negó el certiorari, aunque los jueces Thomas, Alito y Kavanaugh habrían otorgado el certificado al caso.
Keenan discrepó con vehemencia en parte en una decisión del 9 de agosto de 2021 que dictaminó que la política de una escuela de obligar a las estudiantes a usar vestidos o faldas no violaba el Título IX, a pesar de permitir que continuara la demanda conforme al Título IX. Keenan explicó: "No, esto no es 1821 o 1921. Es 2021. Las mujeres sirven en las unidades de combate de nuestras fuerzas armadas. Las mujeres caminan en el espacio y aportan su talento en la Estación Espacial Internacional. Las mujeres sirven en la Corte Suprema de nuestro país, en el Congreso y, hoy, una mujer es Vicepresidenta de los Estados Unidos. Sin embargo, en ciertas escuelas públicas de Carolina del Norte, las niñas deben usar faldas para cumplir con el punto de vista anticuado e ilógico de que no se puede lograr un comportamiento cortés por parte de ambos sexos a menos que las niñas usen ropa que refuerce los estereotipos sexuales y señale que las niñas no son tan capaces y resistentes como niños".